# Diarthrodes nobilis
Diarthrodes nobilis is een eenoogkreeftjessoort uit de familie van de Dactylopusiidae. De wetenschappelijke naam van de soort is voor het eerst geldig gepubliceerd in 1845 door Baird.